# 넷필터
넷필터(Netfilter)는 리눅스 커널 내부의 네트워크 관련 프레임워크이다. 다양한 네트워크 관련 연산을 핸들러 형태로 구현할 수 있도록 훅(hook)을 제공한다.

## 역사
1998년 러스티 러셀은 netfilter/iptables 프로젝트를 시작했다. 그는 프로젝트의 이전작 ipchains를 개발했다. 프로젝트가 커짐에 따라 그는 1999년 넷필터 코어 팀(Netfilter Core Team, 간단히 코어팀/coreteam)을 설립하였다. 이 소프트웨어는 GNU GPL 라이선스를 사용하며(이후 넷필터로 호칭) 2000년 3월 리눅스 커널 주류 버전 2.3.x에 병합되었다.

## 사용자 공간 유틸리티 프로그램
사용자 공간 유틸리티로 다음을 제공한다:
- iptables
- ip6tables
- ebtables
- arptables
- ipset
- nftables

## 같이 보기
- 리눅스 버추얼 서버
- UFW